# Marion Clignet
Marion Clignet (* 21. Februar 1964 in Hyde Park, Chicago) ist eine ehemalige französische Radsportlerin, die auf Bahn und Straße erfolgreich war. Sie errang zwei olympische Silbermedaillen und wurde sechs Mal Weltmeister.

## Sportliche Laufbahn
Im Alter von 22 Jahren wurde bei Marion Clignet Epilepsie diagnostiziert, und die Ärzte verboten ihr das Autofahren. Also wandte sie sich dem Radsport zu. 1990, im Alter von 26 Jahren, wurde sie Zweite bei den US-amerikanischen Meisterschaften auf der Straße, wegen ihrer Krankheit jedoch von der „US Cycling Federation“ ignoriert. Daraufhin entschloss sich Marion Clignet, für Frankreich, dem Heimatland ihrer Eltern, zu starten.
1991 errang Clignet mit dem französischen Team den Weltmeister-Titel im Mannschaftsfahren auf der Straße. 1993 wurde sie Zweite bei der Grande Boucle Féminine und 1994 gewann sie den Chrono des Nations. Im selben Jahr wurde sie Weltmeisterin in der Einerverfolgung auf der Bahn; diesen Erfolg konnte sie 1996 sowie 1999 wiederholen. 1999 und 2000 wurde sie zudem Weltmeisterin im Punktefahren. Zudem konnte sie mehrere nationale französische Titel auf Bahn und Straße gewinnen.
Bei den Olympischen Spielen 1996 in Atlanta sowie bei den Olympischen Spielen 2000 in Sydney belegte Marion Clignet jeweils den zweiten Platz in der Einerverfolgung auf der Bahn.

## Doping
1993 wurde Marion Clignet bei den Bahn-Weltmeisterschaften positiv auf Coffein getestet und für sieben Monate wegen Dopings gesperrt.

## Diverses
Marion Clignet ist als Trainerin tätig; so betreute sie 2005 das U-23-Radsport-Team von Neuseeland. Sie verfasste ihre Autobiografie Tenacious und engagiert sich für die Aufklärung über Epilepsie. Zurzeit ist sie die Sprecherin der französischen „Fondation Française pour la Recherche sur l’Epilepsie“; von 1988 bis 1990 hatte sie diese Funktion bei der US-amerikanischen „Epilepsy Foundation of America“ inne. Sie ist stellvertretende Vorsitzende der French Association of Female Cyclists (AFCC), die sich für die Stärkung des Frauenradrennsports sowie der Ausrichtung weiterer Rennen für Frauen einsetzt.

## Erfolge

### Bahn
1991
- Französische Meisterin – Einerverfolgung
- Weltmeisterschaft – Einerverfolgung

1993
- Weltmeisterschaft – Einerverfolgung

1994
- Weltmeisterin – Einerverfolgung

1995
- Französische Meisterin – Einerverfolgung

1996
- Französische Meisterin – Einerverfolgung
- Weltmeisterin – Einerverfolgung
- Olympische Spiele – Einerverfolgung

1999
- Weltmeisterin – Einerverfolgung, Punktefahren
- Weltcup in Cali – Einerverfolgung, Punktefahren

2000
- Französische Meisterin – Einerverfolgung, Punktefahren
- Olympische Spiele – Einerverfolgung
- Weltmeisterin – Punktefahren

### Straße
1990
- eine Etappe Tour de la CEE féminin

1991
- Französische Meisterin – Straßenrennen
- Weltmeisterin – Mannschaftszeitfahren
- eine Etappe Tour de l’Aude Cycliste Féminin

1993
- eine Etappe Tour de l’Aude Cycliste Féminin
- eine Etappe Grande Boucle Féminine
- Französische Meisterin – Straßenrennen

1994
- Chrono des Nations

1996
- Französische Meisterin – Einzelzeitfahren
- Tour de Bretagne Féminin
- Gesamtwertung, Prolog und fünf Etappen Tour du Finistère
- Prolog und eine Etappe Tour de l’Aude Cycliste Féminin